# Sakyong Mipham

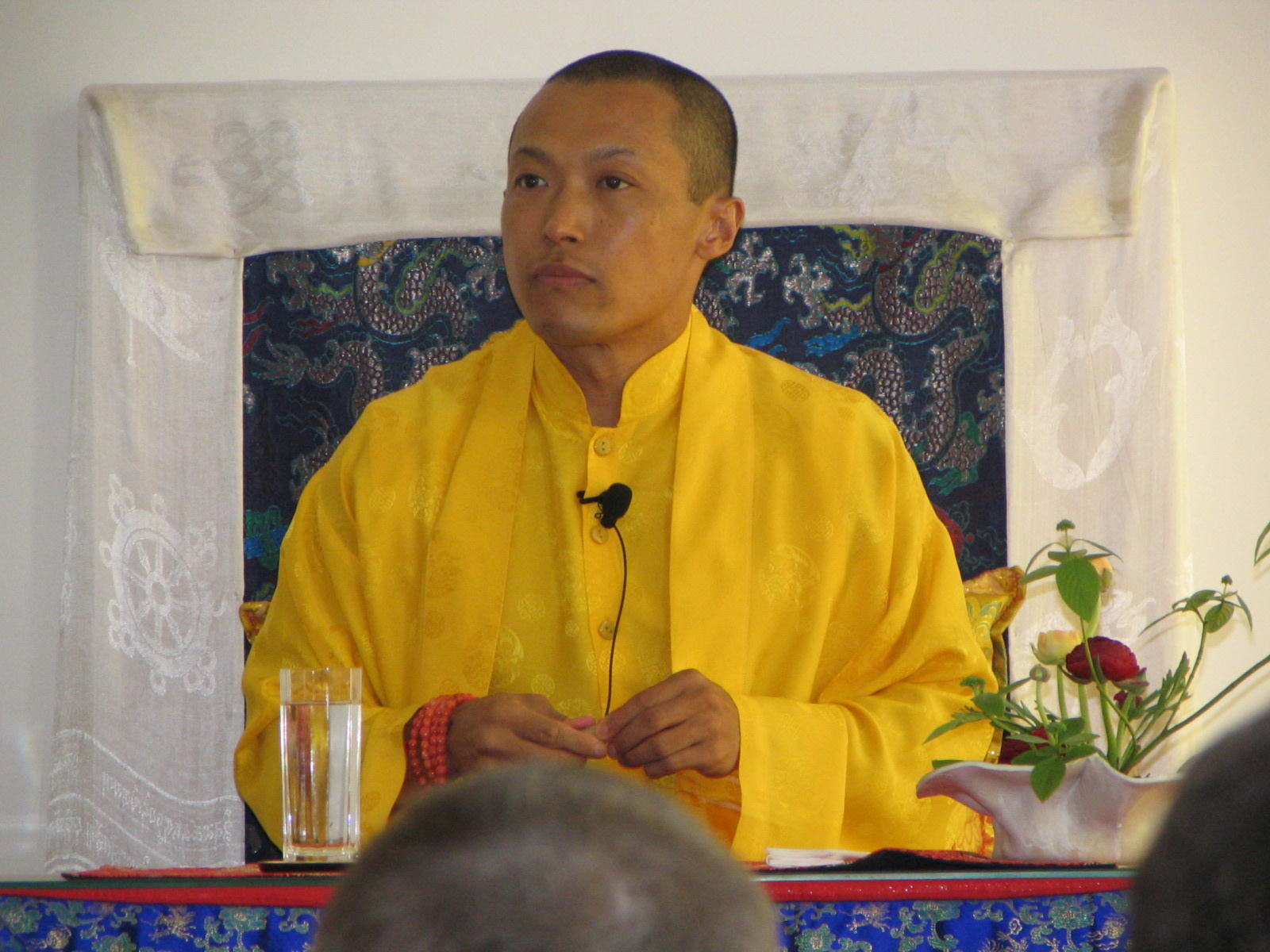
Sakyong Mipham, 30. April 2005

Sakyong Jamgon Mipham Rinpoche (* 1963 in Bodhgaya, Indien) ist ein buddhistischer Geistlicher.
Er wurde in Bodhgaya, Indien geboren und ist der Sohn von Chögyam Trungpa Rinpoche und Kunchok Palden. Chögyam Trungpa hatte Kunchok darum gebeten, ihren ungeborenen Sohn zu segnen, indem sie eine Pilgerfahrt zu allen heiligen Stätten des Buddha in Indien machte, was sie tat; in Bodhgaya kam er zur Welt. Seine frühesten acht Jahre verbrachte Sakyong Mipham mit seiner Mutter in einem tibetischen Flüchtlingsdorf im Nordwesten Indiens. Er ging in den USA zur Schule und verbrachte auch einige Zeit an der Universität Oxford in England. 1987 ging der Sakyong zurück nach Indien, um in der traditionellen Weise der tibetischen Mönche zu studieren. Für einige Jahre praktizierte und studierte er unter der Obhut von Dilgo Khyentse Rinpoche, Penor Rinpoche (Palyul) und Khenpo Namdral. Er gehört der Kagyü und Nyingma Linie des tibetischen Buddhismus an.
Ab 1990 leitete er Shambhala International, eine Schule des tibetischen Buddhismus mit 165 Meditationszentren weltweit, und lehrte Buddhismus und Shambala.
Nach dem Bekanntwerden von Vorwürfen sexueller Übergriffe 2018 nahm er eine Auszeit von seinen Ämtern für eine Periode der Selbstreflexion. Nachdem die Vorwürfe 2019 durch eine Anwaltskanzlei bestätigt wurden und sich außerdem 6 Angehörige seiner Leibgarde mit einem Detailbericht zu seinen Vergehen an die Öffentlichkeit wandten, sowie 40 Lehrer seinen Rücktritt forderten, trat Sakyong Mipham von Lehr- und Führungsämtern zurück.

## Bücher
- Mipham Sakyong: Wie der weite Raum. Die Kraft der Meditation. dtv, 2005, ISBN 3423244453
- Mipham Sakyong: Den Alltag erleuchten. Die vier buddhistischen Königswege. dtv, 2007, ISBN 3423245867
- Mipham Sakyong: Running with the mind of meditation. Random House, 2013, ISBN 0-307-88817-7
- Mipham Sakyong: "Running Buddha: Laufend zu sich selbst finden." Arkana, 2013, ISBN 3442341248
- Mipham Sakyong: The Shambhala Principle: Discovering humanity's hidden treasure. Harmony, 2013, ISBN 0-7704-3743-5
- Mipham Sakyong: "Das Shambhala Prinzip. Der verborgene Schatz der Menschheit." Windpferd Verlagsgesellschaft, 2014, ISBN 3864100704